# UCS
UCS значи Universal Multiple-Octet Coded Character Set, тј. Универзалан вишеоктетно (или вишебајтно) кодиран скуп карактера.